# Człowiek z Grauballe

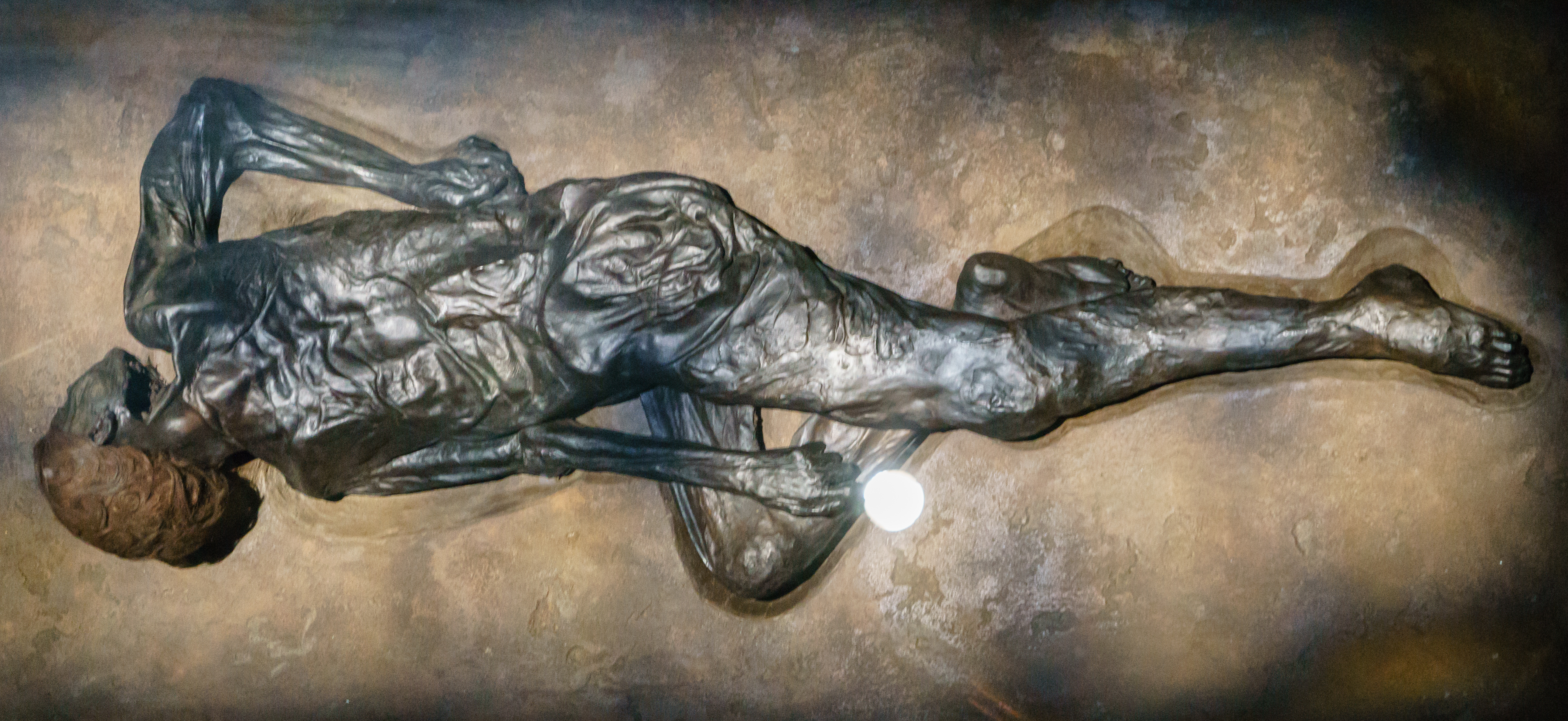
Całościowy wygląd znaleziska z Grauballe

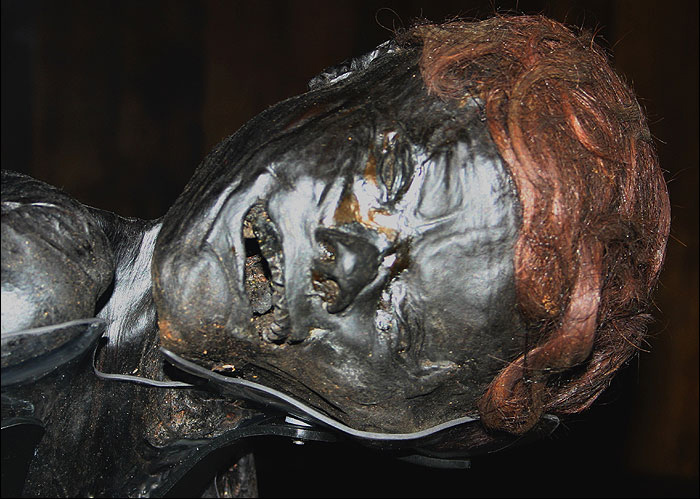
Głowa mężczyzny z Grauballe

Człowiek z Grauballe – zmumifikowane szczątki około 30-letniego mężczyzny odnalezione 26 kwietnia 1952 roku w torfowisku niedaleko duńskiej miejscowości Grauballe w środkowej Jutlandii. Ich wiek datowany metodą węgla radioaktywnego szacuje się na ok. 290 rok p.n.e.
Pochodzące z epoki żelaza zwłoki uległy naturalnej mumifikacji wskutek procesu garbowania zawartymi w torfie substancjami kwasowymi, podobnie jak w przypadku wcześniejszego znaleziska (1950) zwłok z okresu przerzymskiego (V w. p.n.e.), nazwanego umownie człowiekiem z Tollund. Dla trwałego ich zabezpieczenia zostały natychmiast po odkryciu nasycone roztworami bazującymi na korze dębowej w pracowniach Uniwersytetu w Aarhus.
Ciało jest wyjątkowo dobrze zachowane, włącznie z włosami i paznokciami; także palce pozostały w tak dobrym stanie, iż możliwe było zdjęcie ich odcisków. Wskutek upływu czasu barwę zmieniła zarówno skóra, jak i włosy. Nie znaleziono przy nim żadnego ubrania ani ozdób.
Mężczyzna zginął wskutek poderżnięcia gardła, ponadto stwierdzono też złamania czaszki oraz nogi. Powód zadania mu śmierci jest nieznany; przyjęto, że mogły nim być zarówno względy religijne (zwyczajowe ofiary z ludzi związane z kultem natury), jak i forma plemiennej kary wymierzonej za dokonane przestępstwo. Prześwietlenia jego ciała umożliwiły m.in. dokładną rekonstrukcję twarzy. W wyniku przeprowadzonych badań stwierdzono, że cierpiał na dnę moczanową. 
W bagnach i torfowiskach północnych Niemiec i Danii odnaleziono co najmniej 40 podobnie zmumifikowanych zwłok mężczyzn i kobiet. Mumia z Grauballe eksponowana jest w Moesgård Museum niedaleko Aarhus w Danii.
Seamus Heaney upamiętnił ją w jednym ze swych wierszy (The Grauballe Man).